# Association sportive olympique de Missira
Maillots
L'ASO Missira est un club malien de football basé à Bamako,.